# Odpoczywająca dziewczyna

Wielka Odaliska, 1740, olej na płótnie, Luwr

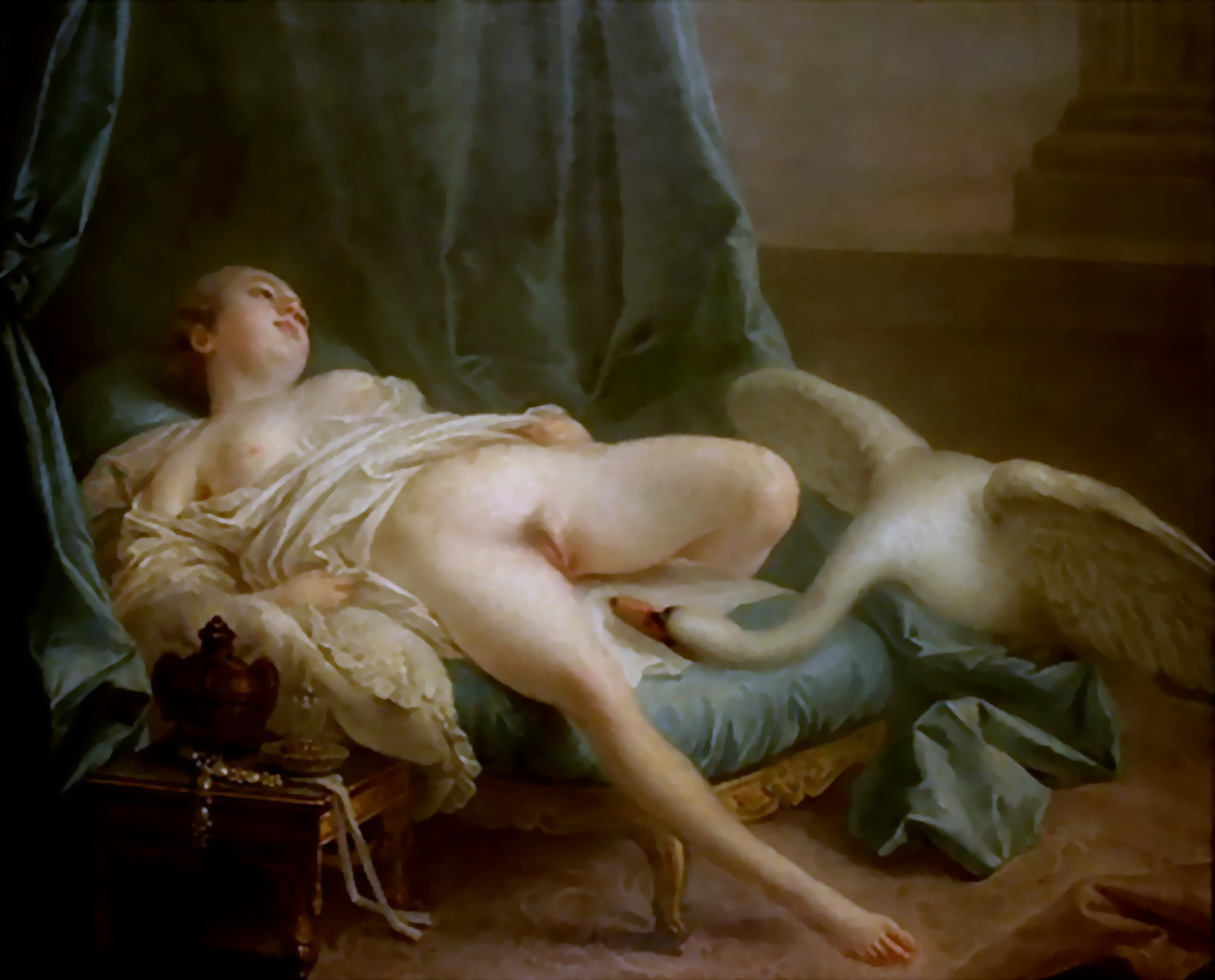
Leda i łabędź, 1740, olej na płótnie, kolekcja prywatna

Odpoczywająca dziewczyna (fr. Jeune fille allongée) – obraz barokowego malarza francuskiego François Bouchera.

## Okoliczności powstania obrazu
Boucher pracował na dworze królewskim i był nadwornym malarzem Ludwika XV. Postacią przedstawioną na obrazie była prawdopodobnie najmłodsza konkubina króla Marie-Louise O'Murphy, a obraz powstał na zlecenie generalnego poborcy Bergereta. Malarz namalował ją kilkakrotnie, w 1740 roku na obrazie Odaliska oraz prawdopodobnie na obrazie Leda i łabędź z tego samego roku. W 1966 roku Francuz Jean Cailleux wysunął hipotezę, iż postać kobiety to żona Bouchera. Swoje przypuszczenia opierał na portrecie jego żony znajdującym się obecnie w nowojorskiej galerii Frick Collection z 1743 roku. Hipotezę tę ma również potwierdzać zachowany fragment wypowiedzi Denisa Diderota: Pan Bucher nie rumieni się, kiedy prostytuuje własną żonę obscenicznym malowaniem jej gołych wdzięków (1767).
Do 1909 roku obraz znajdował się w zamku Schleisheim, a od 1910 roku znajduje się w zbiorach Starej Pinakoteki w Monachium.

## Opis obrazu
Obraz przedstawia nagą dziewczynę leżącą na kozetce na tle buduaru w stylu pompadour. Jest typowym przykładem twórczości Bouchera i zgodny z panującą modą w epoce rokoko. Artysta posłużył się subtelną kolorystyką oraz miękkimi i falistymi liniami. Kobieta ma krągłe kształty przypominające kobiety malowane przez Rubensa. Jej krągłości zaakcentowane są przez wypukłość otomany. Jedynym elementem ubioru jest aksamitna wstążka trzymana przy ciele kobiety. Prześcieradło osuwa się na podłogę a dziewczyna spogląda gdzieś w dal. Wszystko to może nasuwać przypuszczenie, iż przed chwilą odbyła się schadzka kochanków, a kobieta odprowadza ukochanego wzrokiem, ściskając w ręku ofiarowaną przez niego pamiątkę.